# Рибейро Эстада, Хуан Антонио
Хуан Антонио Рибейро Эстада (исп. Juan Antonio Ribeyro; 1 ноября 1810, Лима, вице-королевство Перу — 6 декабря 1886, Лима) — перуанский политический и государственный деятель, трижды премьер-министр Перу (январь 1862 — 27 октября 1862, 10 апреля 1863 — 10 августа 1864 и 26 июля 1872 — 7 августа 1872), юрист, судья, Председатель Верховного суда Перу ((1858, 1861, 1870, 1877, 1879—1884, 1886), дипломат. Министр иностранных дел Перу (26 июля 1872 — 7 августа 1872). Доктор права (1887).

## Биография
Обучался в духовной семинарии в Лиме. Позже до 1829 года изучал право в Университете Сан-Маркос. С 1833 года работал адвокатом, прокурор Верховного суда Лимы с 1839 года. В 1845—1851 годах избирался депутатом Палаты депутатов Конгресса Республики Перу.
С 1868 по 1886 год был ректором Университета Сан-Маркос.